# Bầu cử Hạ viện Hoa Kỳ 2018
Bầu cử Hạ viện Hoa Kỳ năm 2018 trong cuộc Tổng tuyển cử Hoa Kỳ năm 2018 được tổ chức vào ngày 6 tháng 11 năm 2018, với việc bỏ phiếu sớm diễn ra ở một số tiểu bang trong vài tuần trước đó. Các cuộc bầu cử đã được tổ chức để bầu các đại diện từ tất cả 435 khu quốc hội trên khắp 50 tiểu bang của Hoa Kỳ. Các đại biểu không bỏ phiếu từ Quận Columbia và bốn trong số năm lãnh thổ Hoa Kỳ có người ở [b] cũng được bầu. Cuộc bầu cử cho đại biểu không bỏ phiếu từ quần đảo Bắc Mariana đã bị trì hoãn cho đến thứ Ba, ngày 13 tháng 11 năm 2018, do ảnh hưởng của bão Yutu. Những người chiến thắng trong cuộc bầu cử này sẽ phục vụ trong Quốc hội Hoa Kỳ lần thứ 116, với số ghế được phân bổ giữa các tiểu bang dựa trên Điều tra dân số Hoa Kỳ năm 2010. Đảng Cộng hòa đã nắm giữ đa số ghế kể từ tháng 1 năm 2011 (xem kết quả năm 2010), mặc dù họ đã mất năm ghế trong cuộc bầu cử năm 2016 và một cuộc bầu cử đặc biệt dẫn đến cuộc bầu cử năm 2018.
Cuộc bầu cử giữa kỳ diễn ra nửa chừng trong nhiệm kỳ đầu tiên của Tổng thống Cộng hòa Donald Trump. Cuộc bầu cử thượng viện năm 2018, cuộc bầu cử tổng thống năm 2018, và nhiều cuộc bầu cử tiểu bang và địa phương cũng được tổ chức vào ngày này. Kết quả đêm bầu cử dự đoán rằng đảng Dân chủ đã có thêm được ít nhất 26 ghế, chiếm đa số. Theo tờ New York Times, 15 cuộc đua vẫn còn quá gần để gọi. 

## Chú thich
1. ↑  Cùng với năm trong sáu đại biểu không có quyền biểu quyết tại Hạ viện Hoa Kỳ.